# Xabier López-Arostegui
Xabier López-Arostegui Eskauriaza (Getxo, 19 maggio 1997) è un cestista spagnolo.

## Carriera
Con la Spagna ha disputato i Giochi olimpici di Tokyo 2020 e vinto i Campionati europei del 2022.

## Palmarès
- All-Eurocup Second Team: 1

Valencia: 2024-2025